# Кіпр у Європейському Союзі
Відносини між Кіпром та Європейським Союзом — вертикальні відносини за участю наднаціональної організації та однієї з її держав-членів.
Кіпр є однією з останніх інтегрованих держав в Європейський Союз, і це, незважаючи на його повне географічне положення в Західній Азії, також є єдиною країною в цьому випадку. Острів Кіпр з грецькою (античності та середньовіччя) та турецькою (османська епоха) традиціями де-юре повністю інтегрований до ЄС через свою особливу ситуацію, договір про приєднання, який він ратифікував, містить особливий протокол, що передбачає призупинення acquis communautaire у північній частині острова.

## Історія

### Відносини до вступу
Острів Кіпр став незалежним від Сполученого Королівства в 1960 році, але дві основні громади на острові (греки і турки-кіпріоти) протистояли одна одній, поки не зіткнулися силою. Після втручання грецької та турецької армій у 1974 році острів був розділений на дві держави (Республіку Кіпр з більшістю греків-кіпріотів на півдні та Турецьку Республіку Північного Кіпру з більшістю турків-кіпріотів на півночі). ООН встановлює фізичну лінію розмежування між двома сторонами.
Уряд двох общин підписав 19 грудня 1972 року угоду про асоціацію з Європейським економічним співтовариством, яка набула чинності наступного року і від якої мали виграти обидві частини острова; однак після поділу лише південна частина визнається міжнародною спільнотою та європейською владою, що обмежує сферу застосування лише цією. Митний союз завершився в 2002 році, поглибивши інтеграцію Республіки Кіпр до Європейського Союзу, її членство було підтверджено того ж року.

### Вступ до Європейського Союзу
Перед тим як вони почалися, Глафкос Клірідіс, президент кіпріотів-греків, запропонував туркам-кіпріотам взяти участь у переговорах. Йому було відмовлено, переговори офіційно почалися 30 березня 1998 року. Під час Гельсінського саміту 10 і 11 грудня 1999 р. вирішення проблеми возз'єднання Кіпру більше не вважається передумовою членства Кіпру, водночас Туреччині надався статус кандидата.
16 квітня 2003 року Кіпр підписує договір про приєднання, а також спеціальний протокол щодо Північного Кіпру; острів нарешті вступав до Європейського Союзу 1 травня 2004 року.

### Фінансова криза
У новітній історії Кіпрська Греція має тісні політико-економічні відносини, засновані на їх спільному еллінському походження ; ось чому, коли криза державного боргу Греції загострилася, Кіпру довелося звернутися за фінансовою допомогою з єврозони, щоб стримати ризики, які тяжіли на його економіку, і зокрема на фінансовий сектор, два основні банки зазнали значних оцінених збитків через допомога Греції. З представниками Європейського Союзу, Європейського центрального банку та МВФ досягнуто домовленості щодо плану порятунку в обмін на винятковий податок на кіпрські банківські депозити, а також збільшення податку на компанії.

## Позиціонування щодо Європейського Союзу

### Громадська думка
30 березня 2000, видання Kıbrıs писало, що згідно з опитуванням, пріоритетними цілями турків-кіпріотів є вирішення конфлікту з Республікою Кіпр і членство в Європейського Союзі. З боку кіпріотів-греків у 2002 році громадська думка була переважно проєвропейською.

### Політичні партії
Перед вступом виник дуже широкий консенсус політичного класу кіпріотів-греків і громадянського суспільства, які бачили в цій історичній події можливість возз'єднання двох громад. У звіті Сенату Франції зазначено, що «незважаючи на те, що економічне становище острова не обов'язково виграє від приєднання через нові обмеження, які накладе на нього законодавство Співтовариства, греки-кіпріоти одностайно вважають Європейський Союз своїм майбутнім». Ситуація в північній частині є більш нюансованою з реакцією з боку більшості досить песимістичних лідерів кіпріотів-турків, які бачать у приєднанні можливість для кіпріотів-греків віддалити їх від можливості мати незалежну і суверенну державу. Для Рауфа Денкташа, історичного лідера ТРСК, «Європейський Союз є зброєю в руках греків для знищення турків». Для інших лідерів кіпрських турків дискурс є більш тонким з бажанням стати частиною Європейського Союзу.